# Matthias Kollatz

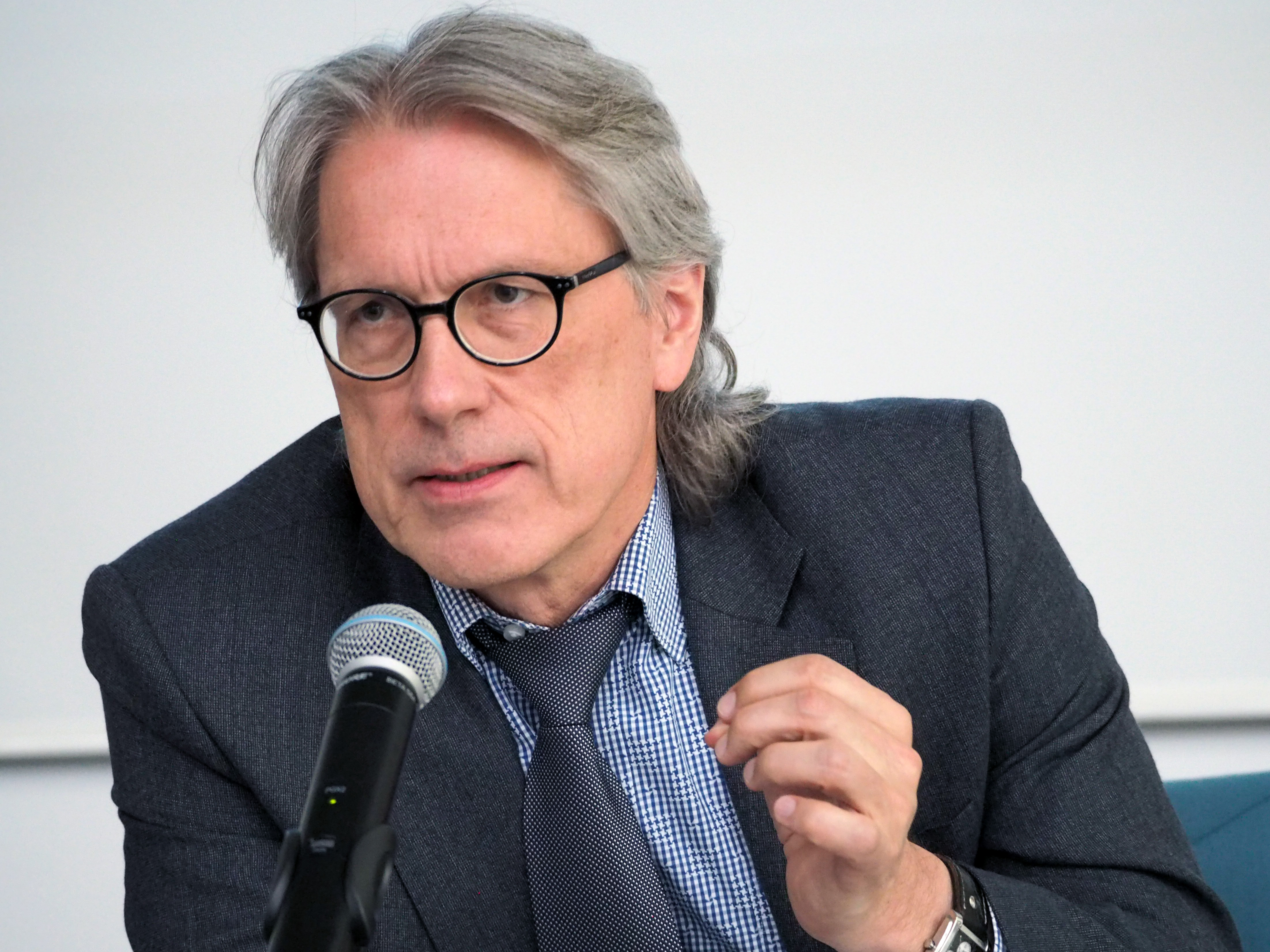
Matthias Kollatz (2015)

Matthias Kollatz (* 24. September 1957 in Jugenheim, zwischenzeitlich bis Juli 2018 Matthias Kollatz-Ahnen) ist ein deutscher Politiker (SPD). Er war von 2014 bis 2021 Finanzsenator von Berlin und von 2018 bis 2020 Vorsitzender des Vorstandes der Tarifgemeinschaft deutscher Länder. Seit 2016 ist er Mitglied des Abgeordnetenhauses von Berlin.

## Leben

### Ausbildung und Beruf
Kollatz ist ein Sohn von Udo Kollatz, ehemaliger Staatssekretär im Bundesministerium für wirtschaftliche Zusammenarbeit. Matthias Kollatz studierte Physik an der TH Darmstadt und erlangte den Abschluss Diplom-Physikingenieur. Anschließend studierte er Volkswirtschaftslehre an der Johann-Wolfgang-Goethe-Universität Frankfurt am Main und der TU Berlin, an der er 1988 in Physikalischer Ingenieurwissenschaft promovierte.
Matthias Kollatz arbeitete von 1991 bis 1995 als Gruppenleiter und stellvertretender Abteilungsleiter des Landesentwicklungsministeriums in Hessen. Anschließend wirkte er bis 2006 als Abteilungsleiter, Geschäftsführer und Vorstand der Landestreuhandstelle Hessen und der Investitionsbank Hessen.
Vom 11. Oktober 2006 bis zum 31. Dezember 2011 besetzte er Deutschlands Sitz im Rat der Gouverneure und war einer von acht Vize-Präsidenten der Europäischen Investitionsbank. Er wurde durch Werner Hoyer abgelöst, der am 1. Januar 2012 zum Präsidenten der Europäischen Investitionsbank ernannt wurde.
Anschließend war Kollatz bis November 2014 Senior Advisor der Wirtschaftsprüfungsgesellschaft PricewaterhouseCoopers.
Er war mehr als 25 Jahre mit seiner rheinland-pfälzischen Amtskollegin Doris Ahnen verheiratet und führte nach der Eheschließung bis 31. Juli 2018 den Nachnamen Kollatz-Ahnen. Er ist Vater eines Sohnes aus einer neuen Beziehung.

### Politik

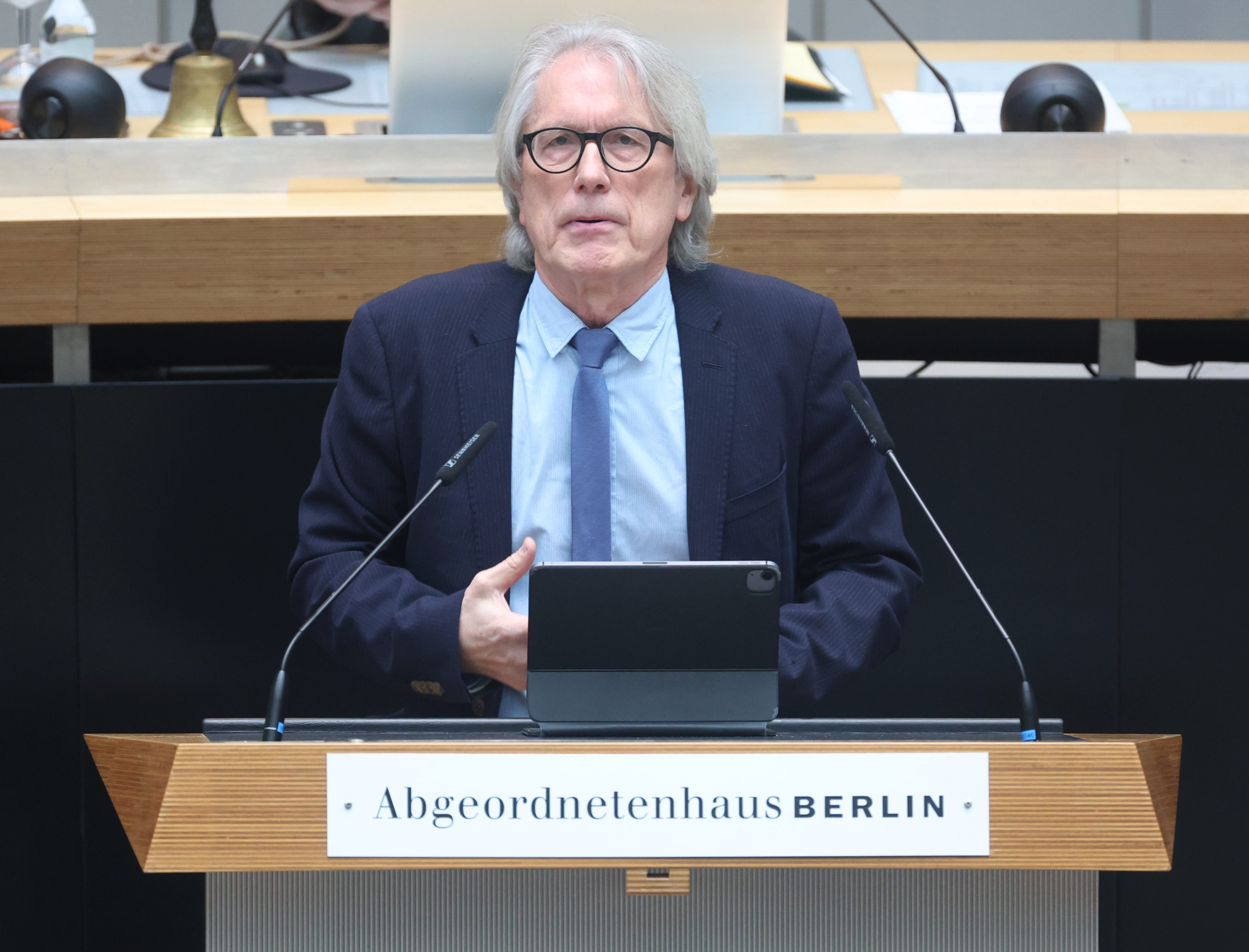
Matthias Kollatz im Abgeordnetenhaus von Berlin (2024)

Matthias Kollatz war in der Juso-Hochschulgruppe an der TH Darmstadt aktiv. Er gehörte dem dortigen AStA an und war Mitglied im Juso-Bezirksvorstand Hessen-Süd. Von 1984 bis 1988 war er stellvertretender Juso-Bundesvorsitzender. Kollatz galt als einer der Wortführer des undogmatisch-reformsozialistischen Flügels der Jusos und unterlag 1986 bei der Wahl zum Juso-Bundesvorsitz gegen Michael Guggemos.
Ab Juni 2013 war Kollatz im SPD-Schattenkabinett von Thorsten Schäfer-Gümbel für die Landtagswahl in Hessen 2013 als Minister für Wirtschaft und Wohnungsbau vorgesehen. Durch den Wahlsieg der CDU und das Bündnis mit den Grünen in Hessen kam es nicht zur Berufung.
Im November 2014 wurde er vom neuen Regierenden Bürgermeister Michael Müller als Nachfolger von Ulrich Nußbaum für das Amt des Senators für Finanzen in Berlin benannt. Vom 11. Dezember 2014 bis zum 21. Dezember 2021 war als Senator Mitglied der Senate Müller I und Müller II. Am 21. Dezember 2021 schied er aus dem Amt aus; sein Nachfolger wurde Daniel Wesener (Bündnis 90/Die Grünen). In der Position als Senator war er vom 1. Februar 2018 bis 4. April 2020 Vorsitzender des Vorstandes der Tarifgemeinschaft deutscher Länder.
Bei der Wahl zum Abgeordnetenhaus von Berlin 2016 wurde er als Direktkandidat im Wahlkreis Steglitz-Zehlendorf 2 ins Abgeordnetenhaus gewählt. Bei der Abgeordnetenhauswahl 2021 und der Wiederholungswahl 2023 konnte er seinen Sitz im Abgeordnetenhaus verteidigen.
Mit Bertram von Boxberg und anderen legte er Beschwerde vor dem Bundesverfassungsgericht ein, um eine Wiederholungswahl 2023 in ihren Wahlbezirken zu verhindern, wo es bei den Wahlen 2021 kaum bis keine Unstimmigkeiten gegeben hatte.

## Politische Positionen
Im Jahr 2018 initiierte Matthias Kollatz gemeinsam mit Senatskollegin Sandra Scheeres (SPD) das Angebot an Lehrkräfte, mit 20-prozentigen Gehaltszuschlägen bis zu drei Jahre jenseits der Pensionsgrenze weiterzuarbeiten. Das Angebot wurde parallel auch anderen verbeamteten Dienstkräften wie z. B. Richter, Staatsanwälte oder Mitarbeiter in den Senats- und Bezirksverwaltungen unterbreitet.
Kollatz ist Mitglied der überparteilichen Europa-Union, die sich für ein föderales Europa und den europäischen Einigungsprozess einsetzt.

## Veröffentlichungen (Auswahl)
- Kinematik und Kinetik von linearen Fahrzeugmodellen mit wenigen Freiheitsgraden unter Berücksichtigung der Eigenschaften von Reifen und Achsen. Dissertation, TU Berlin, 1988
- Eine robustere internationale Finanzwirtschaft. NG-FH 04/2012, Bonn, April 2012
- Euro-Krise – was ist beschlossen, was umgesetzt, was fehlt? NG-FH 10/2013, Bonn, Oktober 2012
- EU Structural Funds – The EU’s new concepts for 2014–2020 open up more space for innovative financing. PwC Germany: Trade and Finance, Frankfurt, Oktober 2012
- A Growth Programme for Europe. International Policy Analysis, Berlin: Friedrich-Ebert-Stiftung
- Wirkungen messbar machen – Steuerung von Förderbanken und Förderprogrammen. erschienen im Behördenspiegel, Berlin und Bonn Dezember 2012